# European Marketing Distribution
European Marketing Distribution eller i dagligt omtal EMD är ett aktiebolag och en europeisk inköpsorganisation för dagligvaruhandeln. EMD grundades 1989 för eftersträva ett starkare europeiskt samarbete och gemensamma inköp. Dagligvaruhandelsföretaget Axfood är gruppens svenska medlem.

## Medlemmar
| Land           | Bolag                          | Medlem sedan |
| -------------- | ------------------------------ | ------------ |
| Belgien        | Delhaize GroupE SA             | 2001         |
| Danmark        | SuperGros a/s                  | 2002         |
| Finland        | Tuko Logistics Oy              | 2002         |
| Frankrike      | Système U                      | 2006         |
| Frankrike      | Groupe Casino                  | 2010         |
| Irland         | Musgrave Group plc             | 1992         |
| Italien        | ESD Italia S.r.l.              | 2003         |
| Nederländerna  | C.I.V. Superunie B.A.          | 2006         |
| Norge          | NorgesGruppen ASA              | 2007         |
| Portugal       | EuromadiPort S.G.C.A.          | 2007         |
| Rumänien       | Mega Image                     | 2002         |
| Slovakien      | Markant Slovensko s.r.o.       | 2000         |
| Slovenien      | Poslovni sistem Mercator, d.d. | 2008         |
| Spanien        | Euromadi Ibéria, S.A.          | 1989         |
| Storbritannien | Musgrave Group plc             | 1992         |
| Sverige        | Axfood                         | 1995         |
| Tjeckien       | Markant Česko s.r.o.           | 2000         |
| Tyskland       | Markant AG                     | 1989         |
| Österrike      | ZEV Markant                    | 1989         |

## Varumärken
Bland EMD:s starkare varumärken (särskilt i Sverige) finns 
- Premier - varumärke för läsk och vatten
- Powerking - energidryck